# Anatoli Alexejewitsch Beloglasow

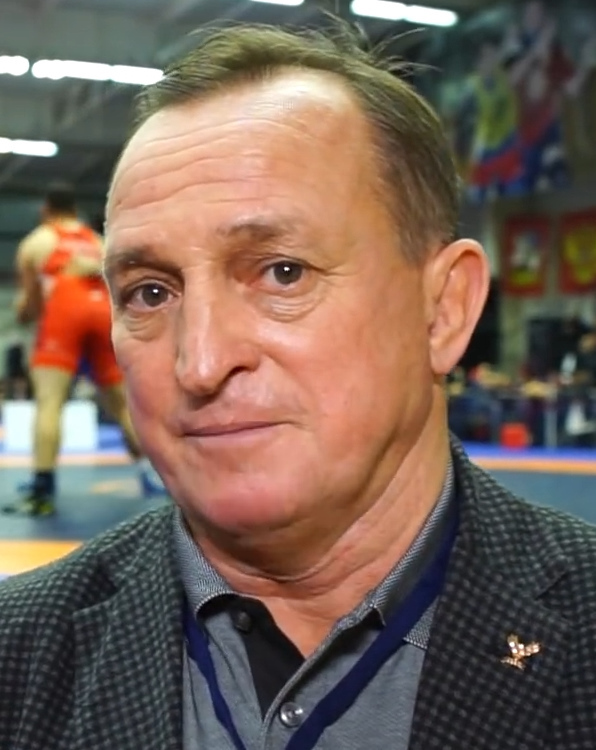
Anatoli Alexejewitsch Beloglasow, 2020

Anatoli Alexejewitsch Beloglasow, russisch Анатолий Алексеевич Белоглазов, (* 16. September 1956 in Kaliningrad) ist ein ehemaliger sowjetischer Ringer. Er war Olympiasieger 1980 in Moskau im freien Stil im Fliegengewicht.

## Werdegang
Anatoli Beloglasow wuchs in Kaliningrad auf und begann dort mit seinem Zwillingsbruder Sergei mit dem Ringen. Beide Sportler entwickelten sich, da sie ungemein talentiert und trainingsfleißig waren, hervorragend und wurden nach ersten größeren Erfolgen im Jugendbereich zum Sportclub Dynamo Kiew delegiert. Dort wurden sie von dem jungen ehrgeizigen Granit Taropin trainiert und in kurzer Zeit in die Weltelite im freien Stil geführt. Anatoli war stets etwas leichter als Sergei, deshalb rang er, um sich aus dem Wege zu gehen, immer eine Gewichtsklasse tiefer als Sergei. Zunächst im Papiergewicht und dann im Fliegengewicht.
Im Juniorenbereich war Anatoli Beloglasow noch etwas erfolgreicher als Sergei, denn er wurde 1974 in Haparanda in Schweden Junioren-Europameister im Papiergewicht vor dem Bulgaren Nermedin Selimow und 1975 in Haskovo auch Junioren-Weltmeister im Papiergewicht, wieder vor Nermedin Selimow und immer im freien Stil.
Im Gegensatz zu seinem Bruder Sergei, der erst 1979 zu seinem ersten Einsatz bei einer internationalen Meisterschaft bei den Senioren kam, schaffte Anatoli Beloglasow diesen Sprung schon 1976. In Leningrad wurde er in diesem Jahr mit vier vorzeitigen Siegen Europameister im Papiergewicht. Er schlug dabei auch den jungen Italiener Claudio Pollio, der ebenfalls noch ein ganz Großer im Ringersport werden sollte.
Seinen ersten WM-Titel erkämpfte sich Beloglasow im Jahre 1977 in Lausanne im Papiergewicht. Ihm reichten dazu fünf Siege. Im Finale bezwang er den körperlich sehr starken Südkoreaner Kim Hwa-Kyung sicher nach Punkten.
1978 wurde Beloglasow in Mexiko-Stadt erneut Weltmeister, dieses Mal aber im Fliegengewicht. Er traf dort gleich in der ersten Runde auf den japanischen Olympiasieger von 1976 und dreifachen Weltmeister Yūji Takada und besiegte diesen nach Punkten. Nach diesem sensationellen Sieg schlug er auch seine übrigen Gegner, darunter Hartmut Reich aus der DDR und wurde verdientermaßen Weltmeister.
Bei der Weltmeisterschaft 1979 in San Diego kam es zur großen Revanche zwischen Beloglasow und Yuji Takada. Dieses Mal drehte Yuji Takada den Spieß um und besiegte Beloglasow, auf den er wieder gleich in der 1. Runde traf, sicher nach Punkten. Da Anatoli auch noch gegen den US-Amerikaner James Haines verlor, schied er nach der dritten Runde aus und belegte nur den 6. Platz.
Bei den Olympischen Spielen 1980 in Moskau gelang Beloglasow mit sechs Siegen der Gewinn der olympischen Goldmedaille. Da seinem Bruder Sergei dies einen Tag später ebenfalls gelang, waren die Gebrüder Beloglasow das erste Zwillingspaar auf der Welt, das bei Olympischen Spielen im gleichen Jahr Olympiasieger wurde.
Im Jahr 1982 wurde Anatoli in Edmonton, nachdem er 1981 bei keinen internationalen Meisterschaften am Start war, zum zweiten Male Weltmeister. Das besondere daran war, dass dies im Bantamgewicht geschah, also eine Gewichtsklasse höher, als er üblicherweise rang. Aber auch in dieser Gewichtsklasse beherrschte er seine Gegner. Er besiegte bei dieser WM u. a. auch den japanischen Exweltmeister Hideaki Tomiyama.
Während Sergei Beloglasow seine Karriere bis 1988 fortsetzte und in diesem Jahr zum zweiten Mal Olympiasieger wurde, beendete Beloglasow seine Karriere 1984, nachdem er wegen des Boykotts der Olympischen Spiele in Los Angeles dort nicht starten konnte. 1983 war er bei der Weltmeisterschaft in Kiew, also in seiner Heimatstadt, nach Niederlagen gegen den neuen Superstar im Fliegengewicht Valentin Jordanow aus Bulgarien und den Japaner Toshio Asakura nur Dritter geworden.
Anatoli Beloglasow absolvierte in Moskau eine Trainerausbildung und ist seitdem in Russland als Ringertrainer tätig. Als Nachfolger seines Bruders Sergei ist er zurzeit Nationaltrainer der russischen Freistilmannschaft. Für seine Verdienste um den Ringersport wurde er im September 2010 in die FILA International Wrestling Hall of Fame aufgenommen.

## Erfolge

### Internationale Erfolge
(OS = Olympische Spiele, WM = Weltmeisterschaft, EM = Europameisterschaft, F = freier Stil, Pa = Papiergewicht, Fl = Fliegengewicht, Ba = Bantamgewicht, damals bis 48 kg, 52 kg u. 57 kg Körpergewicht)
- 1974, 1. Platz, Junioren-EM in Haparanda, F, Pa, vor Nermedin Selimow, Bulgarien, Stig-Age Lundell, Schweden, Gino Nicolais, Italien u. Jan Zalobny, Polen;
- 1975, 1. Platz, Junioren-WM in Haskovo, F, Pa, vor Nermedin Selimow, Gombyn Chischigbaatar, Mongolei, Bill Rosado, USA u. Fritz Niebler, BRD;
- 1975, 2. Platz, Turnier in Tiflis, F, Pa, hinter Jascheniow, UdSSR und vor Fedor Baumbach, UdSSR;
- 1976, 1. Platz, EM in Leningrad, F, Pa, mit Siegen über Mihály Gyulai, Ungarn, Claudio Pollio, Italien, Wladyslaw Olejnik, Polen u. Jürgen Möbius, DDR;
- 1977, 1. Platz, "Aryamehr"-Cup in Teheran, F, Pa, vor Rostani, Iran u. Najdat, Afghanistan;
- 1977, 1. Platz, Turnier in Tiflis, F, Pa, vor Kassabijew u. Sergei Kornilajew, beide UdSSR, Rostani u. Magomed, UdSSR;
- 1977, 1. Platz, WM in Lausanne, F, Pa, mit Siegen über Mohammed Barzavaar, Iran, Gombyn Chischigbaatar, Mongolei, Stojan Stojanow, Bulgarien, Nobuo Fujisawa, Japan u. Kim Hwa-Kyung, Südkorea;
- 1978, 1. Platz, WM in Mexiko-Stadt, F, Fl, mit Siegen über Yūji Takada, Japan, Myagaraw, Mongolei, Władysław Stecyk, Polen, Ion Arapu, Rumänien, Luis Ocana (Ringer), Kuba u. Hartmut Reich, DDR;
- 1979, 1. Platz, World-Cup in Toledo/USA, F, Fl, vor Kiyoto Shimizu, Japan, Luis Ocana (Ringer) uö. Mike Mc Arthur, USA;
- 1979, 6. Platz, WM in San Diego, F, Fl, mit einem Sieg über Dimitar Filipow, Bulgarien u. Niederlagen gegen Yuji Takada u. James Haines, USA;
- 1980, 1. Platz, Großer Preis der BRD in Freiburg im Breisgau, F, Fl, vor Wladyslaw Stecyk, Hartmut Reich u. Ray Takahashi, Kanada;
- 1980, Goldmedaille, OS in Moskau, F, Fl, mit Siegen über Hartmut Reich, Nandsadyn Bürgedaa, Mongolei, Mohammed Nachaichi, Algerien, Efremow Koce, Jugoslawien, Nermedin Selimow u. Wladyslaw Stecyk;
- 1981, 2. Platz, World-Cup in Toledo/USA, F, Fl, hinter Gene Mills, USA u. vor Nandsadyn Bürgedaa;
- 1981, 1. Platz, Universiade in Bukarest, F, Ba, vor Hideaki Tomiyama, Japan, Aurel Neagu, Rumänien, David Cooke, USA u. Georgi Kaltschew, Bulgarien;
- 1982, 1. Platz, WM in Edmonton, F, Ba, vor Hideaki Tomiyma, Stefan Iwanow, Bulgarien, John Azevedo, USA, Aurel Neagu u. Jon Yo-Lee, Südkorea;
- 1983, 3. Platz, WM in Kiew, F, Fl, hinter Valentin Jordanow, Bulgarien u. Toshio Asakura, Japan und vor Hartmut Reich, Aslan Seyhanlı, Türkei u. Lee Chol, Nordkorea;
- 1984, 1. Platz, World-Cup in Toledo/USA, F, Ba, vor Mike Land, USA u. Iwan Koitschew, Bulgarien;
- 1988, 2. Platz, World-Cup in Toledo/USA, F, Fl, hinter Joe Gonzales, USA u. vor Carlos Valero Gonzales, Kuba